# Cercopithecus kandti
Il cercopiteco dorato (Cercopithecus kandti) è un primate della famiglia delle Cercopithecidae. È stato riconosciuto come specie autonoma nel 2001, mentre precedentemente era considerato una sottospecie di C. mitis.

## Descrizione
La specie è caratterizzata da una zona di colore giallo-oro sulle spalle e sul dorso. Per il resto è molto simile a C. mitis, del quale a lungo era stata considerata una sottospecie.

## Distribuzione e habitat
L'areale è nei Monti Virunga, al confine tra il Ruanda, l'Uganda e la Repubblica Democratica del Congo, dove vive nelle foreste.

## Biologia
Le abitudini sono poco note.  Vive in gruppi costituiti da un maschio adulto, femmine e piccoli, per un totale che sembra possa arrivare a 30 individui. 
Si pensa che la dieta sia costituita prevalentemente di frutta e foglie, ma includa piccoli animali.

## Conservazione
A causa della ristrettezza dell'areale, della distruzione dell'habitat e della guerra la specie è considerata a rischio di estinzione.